# Bruno Bartolozzi
Bruno Bartolozzi (Firenze, 8 giugno 1911 – Fiesole, 12 dicembre 1980) è stato un violinista e compositore italiano, pioniere nella ricerca dei nuovi suoni per gli strumenti a fiato.

## Biografia
Bruno Bartolozzi nasce a Firenze. Di famiglia non abbiente è costretto a guadagnarsi da vivere presto a causa della malattia e poi della morte del padre (invalido della Grande guerra); riesce, con molti sforzi a studiare e a diplomarsi in violino all'età di 19 anni,  presso il Conservatorio di Firenze. Dopo anni passati a suonare nelle orchestrine che accompagnavano gli spettacoli nei cinematografi, vince un concorso per professori d'orchestra al Teatro Comunale di Firenze, dove rimase fino alla metà degli  anni settanta. Contemporaneamente ottiene la cattedra di Esercitazioni Orchestrali presso il Conservatorio.
Dopo la guerra Bartolozzi studia composizione al conservatorio di Firenze con Paolo Fragapane e successivamente con Luigi Dallapiccola, diplomandosi nel 1949. Le prime importanti composizioni risalgono al 1952 e risentono dell'influsso della tecnica dodecafonica e della scuola di Dallapiccola.
Nel 1954, assieme ad altri giovani allievi del Conservatorio dà vita alla Schola Fiorentina, un sodalizio tra studenti che senza una specifica intenzione programmatica (vedi ad esempio il Gruppo dei Sei in Francia) cerca un confronto, una discussione e una condivisione sulle tematiche offerte dalla musica contemporanea che, dopo il periodo bellico, finalmente trovava spazio anche in Italia. Fanno parte di questo ristretto gruppo di compositori, oltre a Bartolozzi stesso, Carlo Prosperi, Arrigo Benvenuti, Alvaro Company, Reginald Smith-Brindle e Sylvano Bussotti. Alcuni di questi musicisti e compositori (Company, Smith-Brindle, Bussotti) poco dopo si trasferiranno per studiare all'estero, e quindi la loro attività, sia concertistica che professionale, li porterà lontano da Firenze per molti anni.
La figura di Bartolozzi come compositore si può comprendere, oltre che riferendosi agli studi intrapresi in età avanzata (evento causato oltre che dalla necessità di mantenersi agli studi lavorando come strumentista, che dallo scoppio della guerra), dal rapporto che lo legò alla figura di Luigi Dallapiccola e all'uso della tecnica dodecafonica, per le composizioni che vanno dal 1952 al 1960. Citiamo ad esempio il Quartetto per archi (dedicato proprio a Dallapiccola).
Dopo il 1960 egli ha un periodo di transizione che lo porta ad esplorare il suono orchestrale o del singolo strumento in maniera diversa, fino ad iniziare una ricerca che lo porterà, con la conoscenza di Sergio Penazzi, primo fagotto dell'Orchestra della Scala di Milano, ad una accurata esplorazione dei suoni multipli, ovvero quei suoni che scaturivano da alcuni strumenti a fiato in base a posizioni diverse delle diteggiature. Questa ricerca sistematica sugli strumenti a fiato, condotta assieme agli strumentisti Sergio Penazzi per il fagotto, Lawrence Singer per l'oboe, Giuseppe Garbarino per il clarinetto, Pierluigi Mencarelli per il flauto, durata diversi anni, culminerà nel 1967 con la pubblicazione del volume New sounds for Woodwinds edito dalla Oxford University Press di Londra, seguita dalla pubblicazione dell'edizione tedesca nel 1971 e finalmente da quella italiana del 1974 con il titolo di Nuovi suoni per i legni edita dalla Suvini Zerboni.
Il terzo periodo compositivo può essere identificato con l'inizio della composizione delle Concertazioni, brani per piccolo ensemble, in cui la tecnica dei suoni multipli viene affiancata da un nuovo modo di scrittura musicale, da nuovi segni che vogliono spingere l'interprete, già nell'atto visivo di approccio alla pagina della composizione, a trovare un respiro che, dall'interno della scrittura musicale porti il suono ad assumere nello spazio una diversa presenza, e quindi portare l'ascoltatore ad un diverso modo di ascolto (citiamo come riferimento posteriore quella definizione di tragedia dell'ascolto, definita da Luigi Nono, per la necessità di un diverso porsi in ascolto della propria scrittura musicale).
Il paradosso che contraddistingue il percorso musicale di questo autore è rappresentato dal fatto che, molto conosciuto in Europa, soprattutto nei paesi di lingua inglese, e in America, si può oggettivamente definire quasi uno sconosciuto nelle sale da concerto italiane (a parte qualche addetto ai lavori che coltivi interessi in merito alla ricerca sui suoni multipli).
Il catalogo delle opere di Bartolozzi non è esteso: comprende circa una sessantina di titoli, tra le opere edite e le inedite, comprese alcune composizioni giovanili o d'occasione.

## Opere edite

### Concerti con orchestra
- Concerto per orchestra
- Concerto per violino, orchestra d'archi e clavicembalo
- Concerto n.2  per violino e orchestra
- Memorie per tre chitarre e orchestra

### Musica vocale
- Sentimento del sogno per soprano e orchestra
- Immagine per soprano e 17 esecutori
- Tres requerdos del cielo per voce bassa e alcuni strumenti

### Musica da camera
- Tre pezzi per chitarra
- Serenata per violino e chitarra
- Musica a cinque per violino, viola, tromba, fagotto e chitarra
- Variazioni per violino solo
- Due studi per violino
- Andamenti per viola
- Cantilena per flauto in Sol
- Collage per oboe solo
- Collage per fagotto solo
- Sinaudolodia  per quattro flauti
- The hollow man per qualsiasi strumento di legno
- Omaggio a Gaetano Azzolina per chitarra
- Musica per Piero per due viole (dedicata a Piero Farulli)
- Auser per oboe e chitarra
- Collage per clarinetto solo
- Repitu per flauto, viola, chitarra e percussione
- Madrigale di Gesualdo per fisarmonica da concerto (dedicata a Salvatore di Gesualdo)
- Per Olga per flauto solo
- Adles per chitarra
- The Solitary per oboe e percussione
- Atma per tre gruppi di strumenti solisti
- Risonanze per diciotto strumenti
- Quartetto per archi per due violini, viola e violoncello
- Quartetto per archi n.2 per due violini, viola e violoncello

### Concertazioni
La serie delle Concertazioni comprende:
- Concertazioni per fagotto, archi e percussione
- Concertazioni per oboe e alcuni strumenti
- Concertazioni a quattro per flauto, oboe, clarinetto, fagotto
- Concertazioni per clarinetto in Sib e alcuni strumenti

### Musica per pianoforte
- Estri del Fa Diesis  per pianoforte

### Opere teatrali
- Tutto ciò che accade ti riguarda, rappresentazione drammatica in un Prologo e un atto da Traume di G. Eich, su testo del compositore, per soprano, mezzosoprano, tenore, baritono, basso, una bambina (parte parlata), coro misto, tromba, xilofono, vibrafono, marimba, nastro magnetico, percussioni

### Testi didattici/manuali
- New sounds for Woodwinds,  Oxford University Press, Londra
- Nuovi suoni per i legni,  Edizioni Suvini Zerboni, Milano
- Metodo per oboe in collaborazione con Lawrence Singer, Edizioni Suvini Zerboni, Milano
- Metodo per clarinetto in collaborazione con Giuseppe Garbarino, Edizioni Suvini Zerboni, Milano
- Metodo per fagotto in collaborazione con Sergio Penazzi, Edizioni Suvini Zerboni, Milano
- Metodo per flauto in collaborazione con Pierluigi Mencarelli, Edizioni Suvini Zerboni, Milano